# Леван Арошідзе
Леван Арошідзе (груз. ლევან აროშიძე; нар. 9 липня 1985, Тбілісі) – грузинський шахіст, гросмейстер від 2006 року.

## Шахова кар'єра
У 1994-2002 роках кілька разів представляв Грузію на чемпіонатах світу і Європи серед юніорів, найбільшого успіху досягнувши 1995 року в Сан-Лоренцо, де завоював титул віце-чемпіона світу до 10 років. У 1999 року переміг на розіграному в Баку турнірі серед юніорів до 18 років, випередивши Ніджата Мамедова, Вугара Гашимова і Олександра Арещенка. 2000 року поділив 1-ше місце на чемпіонаті Грузії серед юніорів до 20 років (разом із, зокрема, Звіадом Ізорією, Мерабом Гагунашвілі і Баадуром Джобавою).
Гросмейстерські норми виконав у таких містах. як: Стамбул (2004, поділив 3-тє місце на чемпіонаті світу серед студентів, позаду Павла Смірнова і Дениса Хісматулліна, разом з Ехсаном Гаемом Магамі), Кавала (2005), а також на клубному чемпіонаті Туреччини (у сезоні 2005/06). Досягнув низки успіхів на інших турнірах, зокрема:
- поділив 2-ге місце у фіналі чемпіонату Грузії (2005, Тбілісі, позаду Валер'яна Гапріндашвілі, разом з Леваном Панцулаєю i Міхалом Мчедлішвілі),
- поділив 2-ге місце в Каламарії (2005, позаду Васіліоса Котроніаса, разом із, зокрема, Іоанісом Ніколаїдісом i Борисом Чаталбашевим),
- поділив 2-ге місце в Сорці (2006, позаду Хуліо Гранди, разом із, зокрема, Міхаєм Шубою),
- поділив 1-ше місце в Афінах (2006, турнір Акрополіс Інтернешнл, разом з Тамазом Гелашвілі i Фернандо Перальтою),
- посів 2-ге місце в Тбілісі 2007, позаду Давітом Джоджуа),
- поділив 1-ше місце в Баньоласі (2007, разом з Віктором Москаленком, Хосе Гонсалесом Гарсією, Реньєром Гонсалесом i Міхаїлом Маріном),
- поділив 2-ге місце в Бадалоні (2007, позаду Александира Делчева, разом із, зокрема, Марком Нарсісо Дубланом i Рашадом Бабаєвим),
- поділив 2-ге місце в Стамбулі (2007, позаду Михайла Гуревича, разом із, зокрема, Гадіром Гусейновим, Давідом Арутюняном i Ельдаром Гасановим),
- поділив 2-ге місце в Жиронаі (2007/2008, позаду Жозепа Мануеля Лопеса Мартінеса, разом з Якубом Чаконом i Марком Нарсісо Дубланом),
- поділив 2-ге місце в Бенаске (2008, позаду Хуліо Гранди, разом із, зокрема, Володимиром Бакланом, Александиром Делчевим, Роменом Едуаром i Кевіном Спраггеттом),
- посів 1-ше місце в Дьякопто (2009),
- поділив 1-ше місце в Фігерасі (2010, разом з Лелісом Стенлі Мартінесом Дуанем),
- посів 1-ше місце в Пальмі (2010),
- поділив 1-ше місце в ВБарселоні (2011, разом з Мануелем Леоном Хойосом i Юснелем Бакаллао Алонсо),
- посів 1-ше місце в Барбера-дель-Валлес (2011),
- поділив 1-ше місце в Фігерасі (2011, разом з В.Вішну Прасанною),
- посів 1-ше місце в Сабаделі (2012).

Найвищий рейтинг Ело в кар'єрі мав станом на 1 травня 2012 року, досягнувши 2582 очок займав тоді 7-ме місце серед грузинських шахістів.

## Зміни рейтингу
| На цьому місці має відображатися графік чи діаграма, однак з технічних причин його відображення наразі вимкнено. Будь ласка, не видаляйте код, який викликає це повідомлення. Розробники вже працюють для того, щоби відновити штатне функціонування цього графіка або діаграми. | |
| | На цьому місці має відображатися графік чи діаграма, однак з технічних причин його відображення наразі вимкнено. Будь ласка, не видаляйте код, який викликає це повідомлення. Розробники вже працюють для того, щоби відновити штатне функціонування цього графіка або діаграми. |